# حارة الحثيلي (صنعاء)
حارة الحثيلي هي إحدى حارات حي الحثيلي بضواحي الأمانة مديرية سنحان وبني بهلول، بلغ تعداد سكانها 110 نسمة حسب تعداد اليمن لعام 2004.